# Winthemia tessellata
Winthemia tessellata är en tvåvingeart som först beskrevs av Wulp 1890.  Winthemia tessellata ingår i släktet Winthemia och familjen parasitflugor. Inga underarter finns listade i Catalogue of Life.